# Dacryomitra
Dacryomitra is een geslacht van schimmels behorend tot de familie Dacrymycetaceae. 

## Soorten
Volgens Index Fungorum bestaat het geslacht uit de volgende vijf soorten (peildatum maart 2023):
| Soortnaam              | Auteur(s)      | Publicatiejaar |
| ---------------------- | -------------- | -------------- |
| Dacryomitra brunnea    | G.W. Martin    | 1934           |
| Dacryomitra ceracea    | (Coker) Brasf. | 1938           |
| Dacryomitra cystidiata | Brasf.         | 1938           |
| Dacryomitra ramosa     | Wehm.          | 1935           |
| Dacryomitra stipitata  | Burt           | 1921           |